# Penglatan
Penglatan is een bestuurslaag in het regentschap Buleleng van de provincie Bali, Indonesië. Penglatan telt 3429 inwoners (volkstelling 2010).